# Колосова Рея Олександрівна
Ре́я Олекса́ндрівна Колосова (* 14 червня 1924, Короча Бєлгородської області, Російська Федерація — † 16 серпня 2008, Харків, Україна) — українська акторка, народна артистка УРСР, професор (1990).

## Життєпис
У 1949 р. закінчила Харківський державний театральний інститут — по курсу Я. Г. Азімова.
У 1949—1985 рр. — акторка Харківського українського драматично театру ім. Т. Шевченка.
З 1972 року — професорка Харківського державного університету мистецтв ім. І. П. Котляревського.
Від 1974 р. викладач Харківського державного університету мистецтв ім. І. П. Котляревського, від 1990 р.  — професорка кафедри майстерності актора.
Від 1969 р. — Народна артистка УРСР..

## Нагороди
- орден Леніна
- почесні відзнаки Національної спілки театральних діячів України, обласної та місцевої державних адміністрацій.

## Ролі
- Джемма Уорен, «Овід» за романом Е. Л. Войнич,
- Цезаріна, «Дружина Клода» О. Дюма-сина,
- Донья Беатріса — «З коханням не жартують» Кальдерона,
- Фенна Степанівна, «Шельменко-денщик» Г.Квітки-Основ'яненка Ліда,
- Ліда, «Платон Кречет» О. Корнійчука,
- Одарка, «Дай серцю волю, заведе в неволю» М. Кропивницького,
- Марія Лучицька, «Талан» М. Старицького,
- Маруся Богуславка, «Маруся Богуславка»,
- Кареніна — «Живий труп» Л.Толстого,
- Донна Анна, «Камінний господар» Лесі Українки,
- Жінка, за п'єсою Н. Хікмета «Всіма забутий»,
- Дездемона, «Отелло» В. Шекспіра,
- Олівія, «Дванадцята ніч»,
- Єлизавета, «Річард Третій».
- Турусіна, «На всякого мудреця доволі простоти» О. Островського.